# Sepang (Busungbiu)
Sepang is een bestuurslaag in het regentschap Buleleng van de provincie Bali, Indonesië. Sepang telt 3753 inwoners (volkstelling 2010).